# Cantó del Riberal
El cantó del Riberal és una divisió administrativa francesa, situada a la Catalunya del Nord, al departament dels Pirineus Orientals, creat pel decret del 26 de febrer de 2014 i que entrà en vigor després de les eleccions municipals de 2015. És el número 14 dels cantons actuals de la Catalunya del Nord.

## Composició

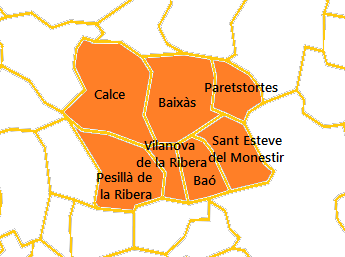
Mapa del Cantó del Riberal

- Bao
- Baixàs
- Calce
- Paretstortes
- Pesillà de la Ribera
- Sant Esteve del Monestir
- Vilanova de la Ribera

## Història
A les eleccions departamentals franceses de 2015 va entrar en vigor una nova redistribució cantonal, definida pel decret de 26 de febrer de 2014, en aplicació de les lleis del 17 de maig de 2013 (loi organique 2013-402 i loi 2013-403). A partir d'aquestes eleccions els consellers departamentals són escollits per escrutini majoritari binominal mixt. Des d'aquestes eleccions els electors de cada cantó escullen dos membres de sexe diferent al consell departamental, nova denominació del consell general, i que es presenten en parella de candidats. Els consellers departamentals són escollits per sis anys en escrutini binominal majoritari a dues voltes; per l'accés a la segona volta cal un 12,5% dels vots inscrits en la primera volta. A més es renoven la totalitat de consellers departamentals. El nou sistema de votació requeria una redistribució dels cantons, i el nombre es va reduir a la meitat arrodonit a la unitat senar superior si el nombre no és sencer senar, així com unes condicions de llindar mínim. Als Pirineus Orientals el nombre de cantons passaria de 31 a 17.
El nou cantó del Riberal és format amb comunes dels antics cantons de Sant Esteve del Monestir (5 comunes), de Ribesaltes (1 comuna) i de Millars (1 comuna). El territori forma part del districte de Perpinyà. La seu del cantó és a Sant Esteve del Monestir.

## Consellers generals
Al final de la primera volta de les eleccions departamentals franceses de 2015 hi havia passat dos binomis: Nathalie Piqué i Robert Vila (Unió de Dreta, 33,41%) i Anne-Marie Lahaxe i Bruno Le Maire (FN, 32,78%). La taxa de participació fou del 55,07% (9.986 votants sobre 18.133 inscrits) contra el 55,72% a nivell departamental i 50,17% a nivell nacional.
En la segona volta, Nathalie Piqué i Robert Vila (Unió de Dreta) foren elegits amb el 58,55% dels vots emesos i amb una taxa de participació del 57,58% (5.398 vots de 10.438 votants i 18.133 inscrits).